# 勒瓦德
勒瓦德（法語：Le Voide，法語發音：[lə vwad]）是法国曼恩-卢瓦尔省的一个旧市镇，属于索米尔区。1974年，勒瓦德与市镇圣伊莱尔迪布瓦合并为新市镇维耶。2016年，维耶与临近的8个市镇合并为新市镇利斯-上莱永。

## 地理
勒瓦德（47°9'45"N, 0°32'55"W）面积，位于法国卢瓦尔河地区大区曼恩-卢瓦尔省，该省份为法国西部内陆省份，大致对应安茹地区，北起顺时针与马耶讷省、萨尔特省、安德尔-卢瓦尔省、维埃纳省、德塞夫勒省、旺代省、大西洋卢瓦尔省和伊勒-维莱讷省接壤。
与勒瓦德接壤的市镇（或旧市镇、城区）包括：安茹地区舍米耶、蒙蒂耶、圣伊莱尔迪布瓦、科龙、瓦朗茹。
勒瓦德的时区为UTC+01:00、UTC+02:00（夏令时）。

## 行政
勒瓦德的邮政编码为49310，INSEE市镇编码为49379。

## 人口
勒瓦德于2018年1月1日时的人口数量为673人。